# Yin Ts'ang
Yin Ts'ang (隐藏, 隐藏 yǐn cang [en ˨ ˩ ˦ ts ʰ ɑŋ ˧ ˥], formada en 2001) es una banda musical multinacional de China de hip hop formada en Pekín, que estuvieron auspiciados bajo los sellos discogríficos de MC Webber (PRC) , 老郑 XIV (EE. UU.), Sbazzo (CAN) y Dirty Heff (EE. UU.). Ha sido una de las agrupaciones que dio movimiento a la música hip-hop y que han sido reconocidos por en su natal China por lanzar su primer álbum, que ha reunido una serie de críticas de parte de los oyentes.
Con el paso de los años Yin Ts'ang, ha realizado colaboraciones comerciales con Nike, Adidas, una Asociación China de Baloncesto (ACB), luego con Myspace, Casio y Philips. Ellos han realizado una gira de conciertos por casi toda la China, actuando en más de 100 escenarios de personalidades importantes, entre ellas en la Región Autónoma de Xinjiang y en 30.000 estadios, entre ellas, la de Wu-Tang Mountain. No sólo han tenido el placer de trabajar con artistas chinos como Supergirl Chris Lee (李宇春) y la leyenda del rock, Cui Jian (崔健), también se han presentado en la escena con leyendas extranjeras como DJ Q-Bert, Kid Koala, Onyx y Mobb Deep. Yin Ts'ang, ha ganado espalda los premios logros en la 1 ª y 2 ª Lista Anual de los rankings chinos de Hip-Hop Awards, por considerarse el Mejor Grupo y el más dedicado al arte. La banda fue galardonado también como Mejor Grupo de Rap de China en 2009 bajo los premios Kappa-YoHo Pop Music awards.

## Integrantes
- Sbazzo (cuyo nombre verdadero es Marcus Zhong).

- 老郑XIV (cuyo nombre verdadero es Jeremy Michael Johnston).

- MC Webber (nombre verdadero 王波).

- Dirty Heff (cuyo nombre verdadero es Joshua Heffernan).